# Związek Inteligencji Niepodległościowej
Związek Inteligencji Niepodległościowej (także Związek Niepodległości lub Organizacja Niepodległościowa Inteligencji) – partia polityczna nurtu narodowego lewicy niepodległościowej działająca w latach 1910-1918.
Nielegalne i nieliczne ugrupowanie polityczne powstałe pod koniec 1910 r. w Królestwie Polskim. ZIN grupował głównie inteligentów, którzy opuścili Ligę Narodową (zob. Fronda) i byli członkami lub sympatykami Narodowego Związku Robotniczego i Narodowego Związku Chłopskiego. Wraz z nimi wszedł do Komisji Skonfederowanych Stronnictw Niepodległościowych. Po wybuchu wojny wchodził najpierw do Zjednoczenia Organizacji Niepodległościowych, a po jego rozpadzie, od listopada 1914 r., do Konfederacji Narodowej Polskiej. Po zajęciu całości Kongresówki przez państwa centralne, od jesieni 1915 r.,  działając legalnie, wchodził najpierw do Komitetu Naczelnego Zjednoczonych Stronnictw Niepodległościowych, a następnie do Centralnego Komitetu Narodowego. Przywódcami byli Feliks Młynarski i Karol Popiel.
W lutym 1917 r. wraz z NZR wystąpił z CKN, Część jego działaczy przeszła wówczas do Partii Niezawisłości Narodowej.